# مانيتووك
مانيتووك (ويسكونسن) (بالإنجليزية: Manitowoc, Wisconsin)‏ هي مدينة، third-class city و مقر المقاطعة تقع في الولايات المتحدة في مقاطعة مانيتووك (ويسكونسن). يقدر عدد سكانها بـ 33,736 نسمة ومساحتها 46.59 كم2 .

## التركيبة السكانية
قام مكتب تعداد الولايات المتحدة بتحديد بيانات التركيبة السكانية لمانيتووكفي تعداد الولايات المتحدة. في ما يلي، التركيبة السكانية حسب تعدادي 2000 و2010.

### تعداد عام 2000
بلغ عدد سكان مانيتووك 34,053 نسمة بحسب تعداد عام 2000، وبلغ عدد الأسر 14,235 أسرة وعدد العائلات 8,811 عائلة مقيمة في المدينة. في حين سجلت الكثافة السكانية 2,018.8 نسمة لكل ميل مربع (779.5/كم2). وبلغ عدد الوحدات السكنية 15,007 وحدة بمتوسط كثافة قدره 889.7 نسمة لكل ميل مربع (343.5/كم2).
وتوزع التركيب العرقي للمدينة بنسبة 93.13% من البيض و 0.55% من الأمريكيين الأصليين و 3.77% من الأمريكيين ذوي الأصول الآسيوية و 0.07% من سكان جزر المحيط الهادئ و 0.59% من الأمريكيين الأفارقة و 0.99% من عرقين مختلطين أو أكثر.
بلغ عدد الأسر 14,235 أسرة كانت نسبة 28.6% منها لديها أطفال تحت سن الثامنة عشر تعيش معهم، وبلغت نسبة الأزواج القاطنين مع بعضهم البعض 49.0% من أصل المجموع الكلي للأسر، ونسبة 9.1% من الأسر كان لديها معيلات من الإناث دون وجود شريك، وكانت نسبة 38.1% من غير العائلات. تألفت نسبة 32.5% من أصل جميع الأسر من أفراد ونسبة 14.6% كانوا يعيش معهم شخص وحيد يبلغ من العمر 65 عاماً فما فوق. وبلغ متوسط حجم الأسرة المعيشية 2.96، أما متوسط حجم العائلات فبلغ 2.32.
بلغ العمر الوسطي للسكان 39 عاماً. وكانت نسبة 24.1% من القاطنين تحت سن الثامنة عشر، وكانت نسبة 8.2% بين الثامنة عشر والأربعة وعشرون عاماً، ونسبة 27.9% كانت واقعةً في الفئة العمرية ما بين الخامسة والعشرون حتى والأربعة وأربعون عاماً، ونسبة 21.4% كانت ما بين الخامسة والأربعون حتى الرابعة والستون، ونسبة 18.4% كانت ضمن فئة الخامسة والستون عاماً فما فوق. يوجد لكل 100 أنثى 93.9 ذكر، ويوجد لكل 100 أنثى في الثامنة عشر من عمرها فما فوق 90.9 ذكر.
بلغ متوسط دخل الأسرة في المدينة 38,203 دولار، أما متوسط دخل العائلة فبلغ 47,635 دولار. وكان متوسط دخل الذكور 35,176 دولار مقابل 22,918 دولار للإناث. وسجل دخل الفرد الخاص بالمدينة 19,954 دولار. وكانت نسبة 5.0% من العائلات ونسبة 7.9% من السكان تحت خط الفقر، وكان من هؤلاء نسبة 11.7% تحت سن الثامنة عشر ونسبة 7.5% في الخامسة والستين من العمر وما فوق.

### تعداد عام 2010
بلغ عدد سكان مانيتووك 33,736 نسمة بحسب تعداد عام 2010، وبلغ عدد الأسر 14,623 أسرة وعدد العائلات 8,600 عائلة مقيمة في المدينة. في حين سجلت الكثافة السكانية 1,913.6 نسمة لكل ميل مربع (738.8/كم2). وبلغ عدد الوحدات السكنية 15,955 وحدة بمتوسط كثافة قدره 905.0 لكل ميل مربع (349.4/كم2).
وتوزع التركيب العرقي للمدينة بنسبة 89.9% من البيض و 0.6% من الأمريكيين الأصليين و 4.6% من الأمريكيين ذوي الأصول الآسيوية و 1.0% من الأمريكيين الأفارقة و 1.9% من عرقين مختلطين أو أكثر.
بلغ عدد الأسر 14,623 أسرة كانت نسبة 27.0% منها لديها أطفال تحت سن الثامنة عشر تعيش معهم، وبلغت نسبة الأزواج القاطنين مع بعضهم البعض 44.5% من أصل المجموع الكلي للأسر، ونسبة 10.0% من الأسر كان لديها معيلات من الإناث دون وجود شريك، بينما كانت نسبة 4.3% من الأسر لديها معيلون من الذكور دون وجود شريكة وكانت نسبة 41.2% من غير العائلات. تألفت نسبة 35.4% من أصل جميع الأسر من أفراد ونسبة 14.7% كانوا يعيش معهم شخص وحيد يبلغ من العمر 65 عاماً فما فوق. وبلغ متوسط حجم الأسرة المعيشية 2.91، أما متوسط حجم العائلات فبلغ 2.24.
بلغ العمر الوسطي للسكان 41.7 عاماً. وكانت نسبة 22.2% من القاطنين تحت سن الثامنة عشر، وكانت نسبة 8.1% بين الثامنة عشر والأربعة وعشرون عاماً، ونسبة 23.7% كانت واقعةً في الفئة العمرية ما بين الخامسة والعشرون حتى والأربعة وأربعون عاماً، ونسبة 27.2% كانت ما بين الخامسة والأربعون حتى الرابعة والستون، ونسبة 18.8% كانت ضمن فئة الخامسة والستون عاماً فما فوق. وتوزع التركيب الجنسي للسكان بنسبة 48.2% ذكور و51.8% إناث.

## المدن التوأمة
مدينة كاموغاوا، تشيبا هي مدينة توأمة لـمانيتووك (ويسكونسن).